# Струганов, Сергей Михайлович
Сергей Михайлович Струганов (род. 5 апреля 1966) — российский бегун-марафонец. Выступал на профессиональном уровне в 1991—2002 годах, победитель и призёр ряда крупных международных стартов на шоссе, участник чемпионата Европы в Хельсинки. Представлял Иркутскую область. Мастер спорта России международного класса. Преподаватель Восточно-Сибирского института МВД России. Кандидат педагогических наук.

## Биография
Сергей Струганов родился 5 апреля 1966 года.
Впервые заявил о себе в лёгкой атлетике в сезоне 1991 года, когда с результатом 2:17:05 закрыл двадцатку сильнейших на чемпионате СССР по марафону в Белой Церкви.
В 1992 году занял 26-е место на Лондонском марафоне (2:15:34), восьмое место на Гамбургском марафоне (2:18:27), шестое место на Реймсском марафоне (2:15:25).
В 1993 году финишировал вторым на марафоне в Налдвейке (2:15:24), двадцатым на марафоне в Гамбурге (2:20:16), завоевал серебряную медаль на открытом чемпионате России по полумарафону в Москве (1:03:38), показал 57-й результат на чемпионате мира по полумарафону в Брюсселе (1:03:57), 11-й результат на марафоне в Реймсе (2:18:50).
В 1994 году с личным рекордом 2:12:13 финишировал пятым на Парижском марафоне, принимал участие в марафонской дисциплине на чемпионате Европы в Хельсинки, где в конечном счёте сошёл с дистанции.
В 1996 году одержал победу на Мадридском марафоне (2:19:26), был третьим на марафоне в Эхтернахе (2:16:45).
В 1997 году с результатом 2:16:52 взял бронзу на открытом чемпионате России по марафону в Москве, прошедшем в рамках Московского марафона «Лужники».
В 2001 году участвовал в экидене в Японии в городе Ниигата.
В 2002 году выиграл Байкальский марафон в Иркутске (2:44:13) и на этом завершил спортивную карьеру.
За выдающиеся спортивные достижения удостоен почётного звания «Мастер спорта России международного класса».
Окончил Иркутский филиал Российского государственного университета физической культуры, спорта и туризма (2004). Впоследствии работал преподавателем на кафедре физической культуры в Восточно-Сибирском институте МВД России, автор ряда научных статей и методических пособий, кандидат педагогических наук, доцент, профессор.